# Municipio de Upper Mahantongo
El municipio de Upper Mahantongo (en inglés: Upper Mahantongo Township) es un municipio ubicado en el condado de Schuylkill en el estado estadounidense de Pensilvania. En el año 2000 tenía una población de 652 habitantes y una densidad poblacional de 17 personas por km².

## Geografía
El municipio de Upper Mahantongo se encuentra ubicado en las coordenadas 40°40′00″N 76°37′59″O / 40.66667, -76.63306.

## Demografía
Según la Oficina del Censo en 2000 los ingresos medios por hogar en la localidad eran de $35,658 y los ingresos medios por familia eran $37,500. Los hombres tenían unos ingresos medios de $34,125 frente a los $21,488 para las mujeres. La renta per cápita para la localidad era de $14,478. Alrededor del 11,8% de la población estaban por debajo del umbral de pobreza.